# Volkmarode
Volkmarode ist ein Stadtteil der Stadt Braunschweig im Stadtbezirk 111 Hondelage-Volkmarode. Die Gemarkung Volkmarode ist 386 ha groß, das entspricht 1,7 % der Stadtfläche. Nachbarstadtteile sind im Norden Querum, Dibbesdorf, im Westen Gliesmarode, Riddagshausen, im Osten der Cremlinger Ortsteil Hordorf und im Süden Schapen.

## Geografie
Volkmarode liegt im Osten Braunschweigs auf einem nach Norden in das Schuntertal vorspringenden kleinen Sporn südlich der Bundesstraße 248. Die kleine schmale west-ost gestreckte Gemarkung reicht bis zur Niederterrasse am Sandbach und an der Schunter ohne diese zu berühren.
Der Stadtteil Volkmarode wird durch die Bundesstraße 248 geteilt. Nächstgelegene Großstädte sind Wolfsburg, etwa 26 km nordöstlich, Hannover, etwa 56 km westlich von Magdeburg, etwa 80 km östlich von Braunschweig.

## Geschichte

### Name
Die Silbe rode von Volkmarode deutet auf eine mittelalterliche Rodung hin. Der Ortsname änderte sich in Volkmerothe (1188), Volcmerode (1302), Wolckmerode (1534) und Volkmarode seit Ende des 17. Jahrhunderts.

### Vor und Frühgeschichte
Die Gemarkung um Volkmarode weist Funde auf, die eine Besiedlung seit dem Ende des Paläolithikum belegen. Werkzeuge, Waffen, viele Mikrolithen, Schaber, Bohrer bezeugen, dass Jäger und Sammler bereits vor mehr als 10.000 Jahren die Feldmark durchstreiften.
Im Umfeld siedelten germanische Volksstämme wie die Chauken, Langobarden, Hermunduren, Cherusker und Angrivarier – und seit dem 4/5. Jahrhundert n. Chr. die sächsischen Ostfalen an der Schunter und dem Sandbach.

### Geschlechtde Volkmarode
Die Herren von Volkmarode tauchen zur Zeit Heinrich dem Löwen als welfische Ministerialen auf. Sie gehörten zur Gruppe der führenden Geschlechter. Der erste urkundlich nachweisbare Vertreter des Geschlechts ist Fridericus de Volkmeroth (auch Volkmariggerod), der 1154 erstmals im Gefolge Herzog Heinrichs des Löwen auftaucht. In einer Stiftungsurkunde von 1196 verpflichtet sich Ludolf von Volkmarode für die Kerzen eines Leuchters zu sorgen. Die einflussreiche Familie besaß zahlreiche Ländereien und das Zehntrecht in vielen Orten zwischen Harz und Heide. Letztmals erwähnt wird die Familie 1249 in einer Urkunde von Otto dem Kind für das Kloster Riddagshausen.

### 14. bis 18. Jahrhundert
Von 1354 bis in die Napoleonische Besatzungszeit gehörte Volkmarode zum Amtsbezirk Campen. Nach dem Friedensvertrag von 1494 zwischen der Stadt Braunschweig und den Herzögen kam das Amt Campen von 1512 bis 1706 zum Fürstentum Lüneburg. 1706 erstritt Herzog Anton Ulrich den Amtsbezirk für das Fürstentum Braunschweig-Wolfenbüttel zurück.
Ein Ereignis der Kirchengeschichte der Stadt Braunschweig ist die zweimalige Flucht des Theologen Gottschalk Kruse nach Volkmarode in das Fürstentum Lüneburg. Kruse, ein Schüler von Martin Luther, war der erste Theologe, der das Evangelium von einer Braunschweiger Kanzel verkündete. In Volkmarode fand er 1522 und 1523 Schutz vor Repressalien des katholischen Landesherrn, dem in Wolfenbüttel regierenden Herzog Heinrich der Jüngere.
Dänische Truppen zerstörten im Dreißigjährigen Krieg 1626 die Kirche Volkmarode und brannten die gesamte Ortschaft bis auf drei Höfe nieder.

### 1799 bis 1945

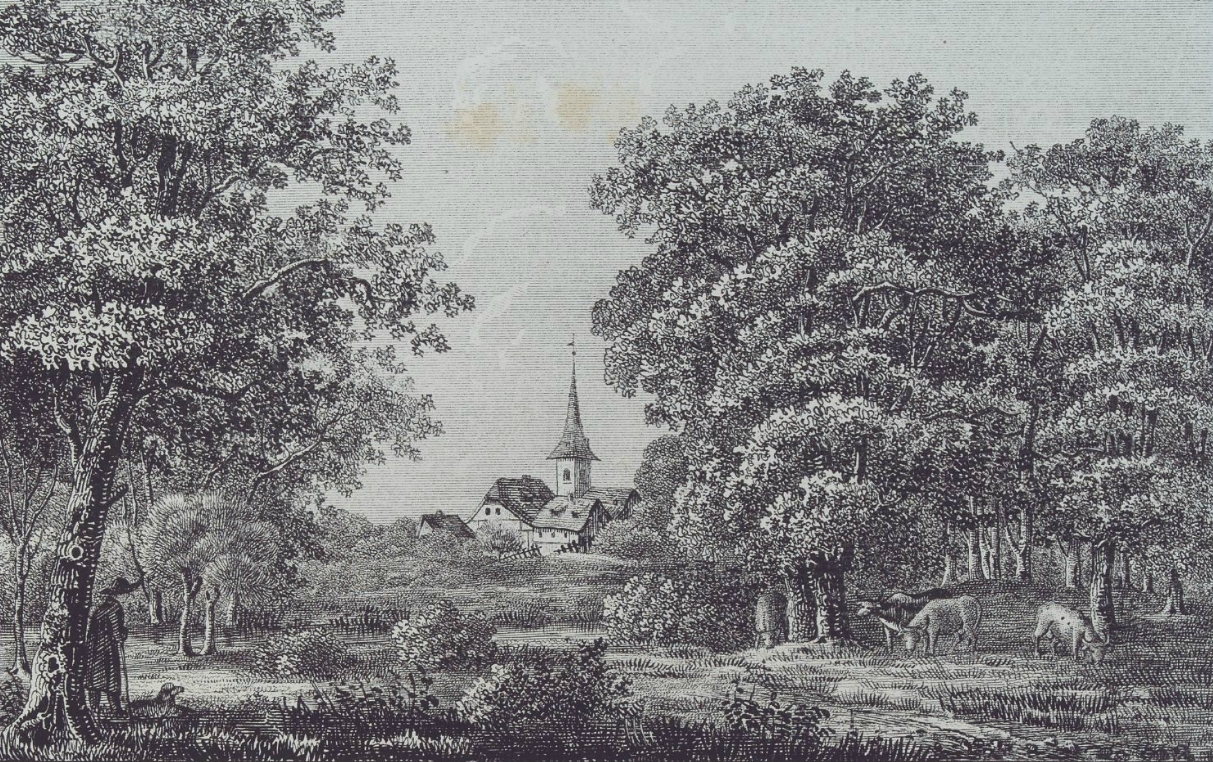
Volkmarode (19. Jahrhundert),
Lithographie von Wilhelm Pätz

Von 1807 bis 1813 war in der „westphälischer Zeit“ Volkmarode im Kanton Wendhausen im Königreich Westphalen. Bei der anschließenden Gebietsneuordnung gehörte der Ort zum Gerichtsbezirk Riddagshausen. 1832 wurden die Verwaltungseinheiten im Herzogtum Braunschweig neu gegliedert, Volkmarode dem Landkreis Braunschweig zugeordnet. Bis 1923 blieb Riddagshausen zuständiges Amtsgericht. Über Volkmarode verlief im 18. und 19. Jahrhundert die Postroute Braunschweig–Calvörde.
Ziegelei

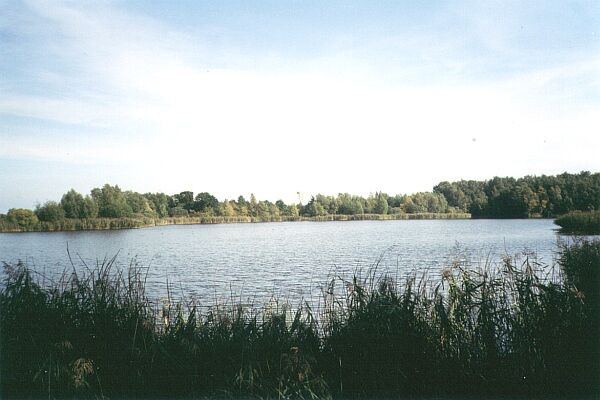
Naherholungsgebiet Moorhütte

Auf Anordnung des Herzogs Karl Wilhelm Ferdinand von Braunschweig wurde 1799 von dem Verleger Johann Friedrich Vieweg die Ziegelei Moorhütte erbaut. Die Ziegelei wurde ab 1825 von Eduard Vieweg, ab 1866 von Heinrich Vieweg und ab 1890 von Helene Vieweg weitergeführt. 1900 kauften Heinrich Steding, Friedrich Deike und Christian Thöne die Ziegelei. Bis 1978 wurde die Ziegelei Steding und Co. Dampfziegelei Moorhütte, Volkmarode in drei Generationen von den Nachkommen der Familie Deike geleitet.
Auf diesem nordwestlich des Ortskerns Volkmarode gelegenen Gelände im Bereich Bärenkamp – Am Papenholz – Am Hirtenberg – Auf der Moorhütte entstand eine Wohnsiedlung. Die ehemaligen Tongruben östlich der Wohnsiedlung bilden heute ein Naherholungsgebiet.
Kinder- und Jugendheim Remenhof
Der Remenhof wurde von Pastor Bodo Steigerthal, von 1905 bis 1914 Leiter des Evangelischen Vereins für Innere Mission im Lande Braunschweig, zur Arbeit an und mit „Trunksüchtigen“ gegründet. Auf der Charlottenhöhe mietete er ein Haus, das er als Blaukreuzerheim einrichtete. 1911 wurde ein größeres Grundstück erworben und ein reetgedecktes Fachwerkhaus gebaut. Den Namen Remenhof entstand aus einer Flurbezeichnung (Remen = Riemen oder Streifen). Der Remenhof war Zufluchtstätte für Alkoholkranke, die mit landwirtschaftlichen Arbeiten beschäftigt wurden. 1918 wurden die ersten acht Waisenkinder im Remenhof aufgenommen. Die Zahl der Kinder stieg danach auf 125 an. Ziel war es die Kinder auf ein Leben auf dem Lande bzw. in einer Bauern- oder Handwerkerfamilie vorzubereiten.
1939 wurde der Remenhof von der Remenhof-Stiftung übernommen. Im Zweiten Weltkrieg entstanden am Remenhof schwere Schäden die nach 1945 saniert werden mussten. 1978 wurde die Remenhof-Schule eine Sonderschule in freier Trägerschaft. Mit mehr als 60 Mitarbeiterinnen und Mitarbeitern gehört die Remenhof-Stiftung heute mit zu den größten Arbeitgebern in Volkmarode.
Archäologische Funde
Von 1930 bis 1939 führte der Lehrer und Heimatforscher Heinrich Daues mit seinen Schülern regelmäßig Begehungen und kleinere Grabungen in der Gemarkung durch, die zahlreiche ur- und frühgeschichtliche Funde erbrachten. Zu den eindrucksvollsten Fundstücken zählt ein aus Feuerstein gefertigter Flintdolch, der sich heute im Besitz des Braunschweigischen Landesmuseums, Abteilung Vor- und Frühgeschichte, befindet. Zahlreiches Fundmaterial, das Daues bis 1939 an das Haus der Vorzeit, Staatliches Museum für Vorgeschichte Braunschweig abgab, wurden durch Kriegseinwirkung zerstört.
Volkmarode um 1930 bis 1945
Die ersten Einfamilienhäuser entstanden 1938 in den Siedlungen Wolfskamp, Finkenkamp und am Grenzweg. In den 1930er Jahren existierten noch zwölf landwirtschaftliche Vollerwerbshöfe im Dorf und 16 Anbauer bewirtschafteten nebenberuflich ihre zwei oder vier Hektar Eigen- oder Pachtland. Der Ort hatte 716 Einwohner.
Im Zweiten Weltkrieg erfolgte am 12. April 1945 der Einzug der US-Amerikaner.

### Ab 1945
Zwischen dem Alten Dorf und der Stadtgrenze entstanden nach 1945 beiderseits der Bundesstraße, der Berliner Heerstraße, neue Wohnsiedlungen.

Von 1948 bis 1968, wuchs die Einwohnerzahl von Volkmarode von rund 1000 auf über 3000 Einwohner und wurden die notwendigen Infrastrukturen entstanden.
Der Bürgermeister aus dieser Zeit, Heinrich Grupe, wurde deshalb am 15. Februar 1970 Ehrenbürger.
Nach der Kommunalwahl 1968 wurde Walter Ludewig (FDP) zum Bürgermeister gewählt und 1972 Walter Stephan (SPD). Von 1969 bis 1974 erfolgte der Schulanbau im Unterdorf, der Neubau des Kindergartens Feuerteich, die Neugestaltung des Friedhofs, bis 1974 der Bau des Schulzentrums (jetzt IGS), die Verabschiedung des Flächennutzungsplanes und die Bebauungspläne Kirchweg, Birkenheg und Mühlenring sowie die Planung für das Baugebiet Volkmarode Nord und die Planungen für die Straßenbahnverlängerung. 1975 wurde das Feuerwehrhaus in Betrieb genommen.
Gebietsreform, Ortsrat, Stadtbezirksrat
Im Rahmen der Gebietsreform für Braunschweig wurde 1974 der umgebende Landkreis Braunschweig aufgelöst. 22 Gemeinden wurden der Stadt Braunschweig zugeordnet.
Noch vor der Eingemeindung in die Großstadt beauftragte die Gemeinde Volkmarode den Neubau des Feuerwehrhauses am Ziegelkamp und in Zusammenarbeit mit dem neugegründeten Schulzweckverband den Bau des Schulzentrums Volkmarode am Seikenkamp.
Nach der Eingemeindung gehörten Dibbesdorf und Schapen der Ortschaft – heute Stadtbezirk – Braunschweig-Volkmarode an, der wie alle eingemeindeten Ortsteile einen Ortsrat hatte. 
Nach der Auflösung des Landkreises wurde bis zur Kommunalwahl 1974 ein Interims-Ortsrat eingesetzt. Die Kommunalwahl ergab eine absolute Mehrheit für die CDU. Ernst Brockow (CDU) aus Dibbesdorf war bis 1989 (†) Ortsbürgermeister bzw. Bezirksbürgermeister; Nachfolger bis 2011 wurde Horst Schmidt (CDU) aus Schapen gewählt. Ihm folgte 2011 Ulrich Volkmann (SPD).
Gasthof Zum Berge
Der alte Schöniansche Dorfkrug lag auf ihrem Kothhof an der Kirche; Betreiber war Heinrich Schönian. 1892 wurde das Haus abgerissen und eine neuerbaute Gast- und Landwirtschaft eröffnete. Die Schankstube war von 1900 bis 1938 zugleich auch das Postamt.
1912 wurde der Sportverein MTV Volkmarode gegründet und 1945 in SC Rot-Weiß Volkmarode umbenannte. Der Saal des Gasthofes diente als Turnhalle. Leichtathletischen Übungen fanden im Schönians Garten statt.
Im Saal der Gaststätte fanden Filmvorführungen, Tanzvergnügungen und Faschingsfeiern statt. Der Gasthof wurde 1977 aufgegeben; daraus wurde eine Wohnung und ein Lagerraum. 2015 erfolgte der Abriss des Gasthofes.

## Wappen
Das Wappen zeigt eine goldene Rose und im Schildfuß eine goldene dreizinnige Ziegelmauer auf einem roten Schild.
Anders als bei vielen anderen Ortsteilen, lässt sich im Falle Volkmarodes ein heraldisches Symbol nachweisen, das schon seit dem Hochmittelalter mit dem Ort in enger Beziehung steht; das Wappen der Marschälle von Volkmarode, die bis zum 14. Jahrhundert das Erbmarschallamt innehatten und im geteilten Schild oben den herzoglichen Löwen unten drei Rosen führten. Die unveränderte Übernahme dieses Schildes war aus wappenrechtlichen Gründen nicht möglich, und da der herzogliche Löwe sich mehr auf das Land Braunschweig bezieht, ist aus dem Geschlechtswappen für das Wappen des Ortsteils Volkmarode eine Rose entnommen worden. Die gezinnte Ziegelmauer weist auf zweierlei hin: zum einen auf die Burgstelle Borgwohl, an der einst eine Burg der Marschälle von Volkmarode gestanden hat, zum anderen auf die Ziegelei Moorhütte, die rund zwei Jahrhunderte lang bis in die neuere Zeit hinein zahlreichen Einwohnern Arbeit und Brot gegeben hat. Mit den Farben seines Ortsteilswappen erinnert Volkmarode an seine rund 700-jährige Zugehörigkeit zum Land Braunschweig, jedoch nicht, wie viele andere Orte, durch die im 18. Jahrhundert entstandenen blau-gelben Landesfarben, sondern durch die erheblich älteren, bis ins 13. Jahrhundert zurückreichenden, herzoglich braunschweigischen Wappenfarben Rot-Gelb.
Das Wappen wurde von Arnold Rabbow entworfen und am 7. Februar 1980 vom Ortsrat einstimmig angenommen.

## Wirtschaft und Verkehr
Wirtschaft
| Handel und Gewerbe       | Anzahl | Medizinische Versorgung und Pflege | Anzahl |
| ------------------------ | ------ | ---------------------------------- | ------ |
| Postagentur              | -      | Allgemeinmedizin                   | 2      |
| Banken und Geldinstitute | -      | Zahnheilkunde                      | 2      |
| Hotel                    | 1      | Frauenheilkunde                    | 1      |
| Gaststättenbetriebe      | 4      | Chiropraktik/Heilpraktiker         | 1      |
| Partyservice             | 1      | Physiotherapie                     | 1      |
| Tankstellen              | 1      | Apotheken                          | 1      |
| Einzelhandelsgeschäfte   | 10     | Sanitätshäuser                     | -      |
| Möbelhandel              | 2      | Ambulante Alten/Krankenpflege      | 1      |
| Kfz-Handel mit Werkstatt | 4      | Kosmetik                           | 1      |
| Handwerksbetriebe        | 16     |                                    |        |
| Fahrschulen              | 3      |                                    |        |
| Auto-Verkehrsübungsplatz | 1      |                                    |        |
| Versicherungsagenturen   | 1      |                                    |        |

Verkehr
Volkmarode liegt in günstiger Verkehrslage am Stadtrand. Durch den Stadtteil führt die B 248, die in drei Kilometer die Autobahnauffahrt Braunschweig-Ost zur A2 kreuzt. Die Stadtmitte (etwa sechs Kilometer) kann mit der Straßenbahn (Richtung Weststadt) der Braunschweiger Verkehrs-GmbH erreicht werden. Auch verbinden mehrere Buslinien Volkmarode mit den umliegenden Ortschaften Hondelage, Weddel, Essehof und Cremlingen. Eine direkte Busverbindung nach Wolfsburg (etwa 31 km) wird durch eine Buslinie sichergestellt. Der Bahnhof Braunschweig-Gliesmarode (etwa drei Kilometer) kann durch eine Straßenbahn direkt erreicht werden, der Braunschweiger Hauptbahnhof (etwa sieben Kilometer) nur durch Umstieg in andere Bus- oder Straßenbahnlinien.

## Persönlichkeiten
- Philipp Ludwig Dreyßigmark (1676–1750), Abt von Kloster Riddagshausen
- Heinrich Grupe, Bürgermeister und Ehrenbürger der Gemeinde Volkmarode